# (471240) 2011 BT15
(471240) 2011 BT15 es un asteroide que forma parte de los asteroides Apolo, descubierto el 24 de enero de 2011 por el equipo del Pan-STARRS desde el Observatorio de Haleakala, Hawái, Estados Unidos.

## Designación y nombre
Designado provisionalmente como 2011 BT15.

## Características orbitales
2011 BT15 está situado a una distancia media del Sol de 1,293 ua, pudiendo alejarse hasta 1,684 ua y acercarse hasta ,9018 ua. Su excentricidad es 0,302 y la inclinación orbital 1,661 grados. Emplea 537,046 días en completar una órbita alrededor del Sol.
Los próximos acercamientos a la órbita terrestre se producirán el 24 de agosto de 2019, el 30 de diciembre de 2034 y el 29 de enero de 2036, entre otros.

## Características físicas
La magnitud absoluta de 2011 BT15 es 21,7. 